# Storm the Sky
Storm the Sky war eine 2010 gegründete Post-Hardcore-Band aus Melbourne, Victoria, Australien.

## Geschichte
Gegründet wurde Storm the Sky im Jahr 2010 in Melbourne von den beiden Sängern Daniel Breen und Will Jarratt, dem Bassisten Kristian Evangelistis, dem Schlagzeuger Alex Trail sowie den Gitarristen Andy Szetho und Billy Green.
Im Jahr 2012 wurde eine nach der Band benannte Mini-CD veröffentlicht. Ein Jahr später folgte die EP Vigilance. Zwischen dem 11. und 22. September 2013 spielte die Band im Vorprogramm für Fit for a King auf deren Australientournee. Im November des Jahres 2014 wurde die Gruppe von UNFD unter Vertrag genommen und das Debütalbum für Anfang des Jahres 2015 angekündigt. Als musikalischer Gast ist Matty Mullins von Memphis May Fire auf dem Album, das Permanence heißt, im Stück Portraits zu hören. Permanence schaffte den Einstieg auf Platz 45 in den australischen Albumcharts.
Im Januar und Februar 2015 fungierten Storm the Sky als Vorgruppe der US-amerikanischen Post-Hardcore-Band Chiodos auf deren Konzertreise durch Australien. Im März spielte die Band gemeinsam mit In Hearts Wake im Rahmen der Skydancer Tour eine weitere Australien-Konzerttour, ehe im August desselben Jahres die erste Headliner-Tour durch ihr Heimatland folgte.
Am 8. Juli 2016 wurde mit Sin Will Find You das zweite Studioalbum der Band für eine Veröffentlichung am 5. August 2016 angekündigt. In der Chartwoche zum 21. August 2016 stieg das Album auf Platz 30 in den australischen Charts ein.
Zwischen dem 16. und 23. August 2016 spielten Storm the Sky gemeinsam mit Beartooth und Silverstein im Rahmen der Misadventures Tour im Vorprogramm von Pierce the Veil auf deren Australien-Tourabschnitt.
Im November 2018 kündigte die Band an, sich nach einer Abschlusstournee aufzulösen. Grund war, dass der große Durchbruch nicht erreicht werden konnte und die Band nur überwiegend regionalen Erfolg hatte.

## Stil
Storm the Sky spielt eine atmosphärische Spielweise des Metalcore, wobei das Gitarrenspiel recht progressiv herüberkommt. Die Musik wurde auf dem zweiten Longplayer um Death-Rock- bzw. Pop-Einflüsse erweitert. Dabei erhalte der atmosphärische Klang aus dem Debütalbum eine tiefer gehende Wirkung. Die dunkel-angehauchten Synthesizer verleihen der Musik U2-ähnliche Hooks, während die Dynamik der Lieder phasenweise die Aggressivität von letlive. annehmen kann.
Lyrisch greift Sänger William Jarrett Aspekte aus seinem persönlichen Umfeld auf. So besingt er in seinen Texten das Ankämpfen gegen die verschiedensten Erschwernisse des Lebens, schweren Verrat und über die Tatsache, wie schlecht das Leben im 21. Jahrhundert sein kann. Dabei erfährt der Hörer viel aus den dunkelsten Ecken der Erfahrungen des Musikers.

## Diskografie
- 2012: Storm the Sky (MCD, Eigenproduktion)
- 2013: Vigilance (EP, Eigenproduktion)
- 2014: Permanence (Album, UNFD, Rise Records)
- 2016: Sin Will Find You (Album, UNFD, Rise Records)